# Ahmed Sahnoune
Pour les articles homonymes, voir Sahnoun.
Ahmed Sahnoun est un imam et un dignitaire religieux algérien né en 1907 à Lichana, wilaya de Biskra, et mort le 8 décembre 2003 à Alger à l'âge de 96 ans.
Membre de l'Association des oulémas musulmans algériens, il entame une vie pleine de combats pour l'Islam et pour l'Algérie. Il a été enseignant du Coran et de la langue arabe à Bologhine de 1936 à 1951. Puis, il officie comme imam de la Mosquée El Oumma de Bologhine, de 1951 à 1963.
Ses prêches, à la fin des années soixante et au début des années soixante-dix, s'en prennent à la politique de Houari Boumédiène.
Fondateur, en 1989, de la Ligue pour la prédication islamique (Rabita Daawa Islamia), il est considéré comme l’un des fondateurs ou des précurseurs du mouvement islamiste en Algérie. Durant la guerre civile algérienne, il échappe à un attentat en 1996 à la mosquée de la Concorde, à Bir Mourad Raïs.
Ses œuvres comprennent un recueil de poèmes (Les Diwan) ainsi que des articles publiés dans le journal El Bassaer.